# Finansiell tillgång
Finansiell tillgång är en tillgång som ger finansiell avkastning. Det finns två huvudtyper av tillgångar att placera i:
- räntebärande tillgångar (obligationer, bankkonto), vars avkastning bara beror på valutaenheten, löptiden och kreditrisken.
- riskbärande tillgångar (aktier, fastigheter, konst), vars avkastning kommer från osäkra kassaflöden, såsom utdelningar, och osäker kapitalvinst, det vill säga prisökningar.